# Ли Чайлд
Ли Чайлд (англ. Lee Child, настоящее имя — Джим Грант (англ. Jim Grant); род. 29 октября 1954 года, Ковентри, Англия) — английский писатель.

## Биография
Джим Грант родился в 1954 году в Ковентри, Англия. Отец Джима был государственным служащим. В возрасте четырёх лет он вместе с родителями и тремя братьями переехал в Хэндсворт Вуд (англ. Handsworth Wood), Бирмингем, чтобы получить более хорошее образование. Учился в школе King Edward’s School.
Затем учился на юридическом факультете в Университете Шеффилда (англ. Sheffield University), несмотря на то, что профессия юриста его никак не привлекала. Во время учёбы в университете работал в театре.
В 1977 году Джим начал работать в телекомпании Granada Television. Там он проработал более 40 000 эфирных часов, записав огромное количество программ новостей, заставок, рекламы и авторских проектов. Последние два года своей карьеры на телевидении он также являлся представителем профсоюза.
В 1995 году Джим был уволен с работы в результате корпоративной реструктуризации.
В 1997 году вышла первая книга Ли Чайлда, «Этаж смерти» (англ. «The Killing Floor»). Книга имела большой успех и дала начало целой серии произведений, главным героем которой является Джек Ричер (англ. Jack Reacher), бывший военный полицейский.
Летом 1998 года Ли Чайлд переехал в США.
В 2007 году совместно с 14 другими писателями Ли Чайлд написал триллер «The Chopin Manuscript». Радиопередача этой аудиокниги, которую рассказывал актёр Альфред Молина, велась на сайте Audible.com.
30 июня 2008 года было объявлено, что Ли Чайлд был приглашён для чтения цикла лекций в Университете Шеффилда, которые начнутся в ноябре того же года. В 2009 году Ли Чайлд учредил стипендию Джека Ричера (англ. Jack Reacher scholarship) для студентов этого университета и в том же году был избран председателем Ассоциации детективных писателей США.
В январе 2020 года  Ли Чайлд, объявил, что устал от серии и намерен оставить ее. Эстафету он передает брату Эндрю Гранту (en), также достаточно успешному писателю. Несколько следующих книг Ли и Эндрю написали вместе в рамках переходного периода. Эндрю Грант участвует в этом проекте под псевдонимом Эндрю Чайлд.
Ли Чайлд проживает в штате Нью-Йорк вместе со своей женой Джейн (англ. Jane). У Ли есть взрослая дочь Рут (англ. Ruth).
В 2012 году снялся в короткой эпизодической бессловесной роли сержанта полиции в фильме "Джек Ричер" с Томом Крузом в главной роли.

## Список произведений

### Джек Ричер
| №                                                                 | Название                                           | Оригинал                      | Год  | Синопсис |
| ----------------------------------------------------------------- | -------------------------------------------------- | ----------------------------- | ---- | --- |
| 1                                                                 | «Этаж смерти»                                      | «Killing Floor»               | 1997 | Бродяга Ричер случайно забредает в город, где, по слухам, скончался любимый гитарист его брата, и вдруг его арестовывают за убийство. - Экранизация — сериал «Ричер», 1-й сезон (2022), в главной роли Алан Ритчсон.                                    |
| 2                                                                 | «Джек Ричер, или Цена её жизни»                    | «Die Trying»                  | 1998 | Ричер помогает хромой девушке, выходящей из химчистки, и случайно оказывается похищенным вместе с ней. |
| 3                                                                 | «Джек Ричер, или Ловушка»                          | «Tripwire»                    | 1999 | Ричер обосновался в курортном городке, но и тут его находит частный детектив, а через некоторое время Ричер находит его тело. |
| 4                                                                 | «Джек Ричер, или Гость»                            | «The Visitor» «Running Blind» | 2000 | ФБР арестовывает Ричера по подозрению в убийстве двух женщин: выясняется, что его считают маньяком. |
| 5                                                                 | «Кровавое эхо»                                     | «Echo Burning»                | 2001 | Латиноамериканская красавица подбирает Ричера, голосующего на дороге в расистском Техасе, и рассказывает о своих проблемах с мужем. |
| 6                                                                 | «Точный расчёт»                                    | «Without Fail»                | 2002 | Очаровательная женщина, когда-то знавшая его брата, просит Ричера убить вице-президента США. В итоге все оборачивается достаточно неожиданно, и Ричер ищет убийц его тёзок.                                                                             |
| 7                                                                 | «Джек Ричер, или Средство убеждения»               | «Persuader»                   | 2003 | В штате Мэн Ричер встречает на улице человека, в смерти которого был уверен, и в результате оказывается в старинном особняке на берегу моря. - Экранизация — сериал «Ричер», 3-й сезон, в главной роли Алан Ритчсон.                                    |
| 8                                                                 | «Джек Ричер, или Враг»                             | «The Enemy»                   | 2004 | Роман об армейском прошлом: Ричеру 29 лет. Генерал умирает в дешёвом мотеле, и Ричер вынужден разгребать грязь |
| 9                                                                 | «Джек Ричер, или Выстрел»                          | «One Shot»                    | 2005 | Все улики против бывшего армейского снайпера: он сделал шесть выстрелов и убил пять человек. Его арестовывают, но он просит разыскать Джека Ричера. - Экранизация — «Джек Ричер» (2012), в гл. роли Том Круз.                                           |
| 10                                                                | «Похититель»                                       | «The Hard Way»                | 2006 | Ричер помогает отдать выкуп за вторую жену бизнесмена, у которого в аналогичной ситуации уже погибла первая жена. |
| 11                                                                | «Джек Ричер, или Сплошные проблемы и неприятности» | «Bad Luck and Trouble»        | 2007 | Товарищи Ричера по бывшему отряду специальных расследований попадают в беду в Лос-Анджелесе. - Экранизация — сериал «Ричер», 2-й сезон, в главной роли Алан Ритчсон.                                                                                    |
| 12                                                                | «Джек Ричер, или Нечего терять»                    | «Nothing To Lose»             | 2008 | Ричер попадает в небольшой городок, в котором очень не любят незнакомцев. Его выгоняют оттуда, и если бы Ричер умел останавливаться, то в одном из крупных восточных городов Америки произошла бы ужасная трагедия.                                     |
| 13                                                                | «Джек Ричер, или Я уйду завтра»                    | «Gone Tomorrow»               | 2009 | В вагоне нью-йоркского метро Ричер замечает подозрительную женщину. |
| 14                                                                | «Джек Ричер, или 61 час»                           | «61 Hours»                    | 2010 | Туристический автобус терпит аварию на заснеженной дороге, возле тюрьмы. Местные полицейские просят Ричера взглянуть на заброшенную армейскую базу рядом с городом.                                                                                     |
| 15                                                                | «Джек Ричер, или Это стоит смерти»                 | «Worth Dying For»             | 2010 | В Небраске Ричер случайно сцепляется с представителем клана Дунканов, который правит округой. А мать азиатской девочки рассказывает ему о своём горе.                                                                                                   |
| 16                                                                | «Джек Ричер, или Дело»                             | «The Affair»                  | 2011 | Роман об армейском прошлом: Ричеру 36 лет. Ричер, чьи волосы отросли до неуставной длины, под прикрытием отправляется в городок у военной базы, где жестоко убили красивую девушку.                                                                     |
| 17                                                                | «Джек Ричер, или В розыске»                        | «A Wanted Man»                | 2012 | Ричеру, с его изуродованным носом, все таки удаётся поймать попутку. Но не потому что его хотели подвезти, а потому что он нужен водителю. |
| 18                                                                | «Джек Ричер, или Никогда не возвращайся»           | «Never Go Back»               | 2013 | Ричер наконец добирается до Виргинии, чтобы познакомиться с женщиной-майором, занимающей сейчас его бывшую должность. Но накануне его приезда майор арестована. - Экранизация — «Джек Ричер 2: Никогда не возвращайся» (2016), в главной роли Том Круз. |
| 19                                                                | «Джек Ричер, или Личный интерес»                   | «Personal»                    | 2014 | Ричера приглашают поймать снайпера, который пытался убить президента Франции. |
| 20                                                                | «Джек Ричер, или Заставь меня»                     | «Make Me»                     | 2015 | Ричера заинтересовало странное название: Материнский Приют — тихий городок, в котором с приезжими обходятся совсем не так, как те ожидали. |
| 21                                                                | «Джек Ричер, или Вечерняя школа»                   | «Night School»                | 2016 | Роман об армейском прошлом: Ричеру 36 лет. С утра его награждают медалью, а ночью того же дня отправляют повышать квалификацию: позорное задание, которое оборачивается поиском крайне ценной и опасной вещи.                                           |
| 22                                                                | «Джек Ричер, или Граница полуночи»                 | «The Midnight Line»           | 2017 | Ричер прогуливается по маленькому городку в штате Висконсин и вдруг видит кольцо выпускника военной академии «West Point» 2005 года, женское кольцо. Ричер решает найти эту женщину.                                                                    |
| 23                                                                | «Джек Ричер, или Прошедшее время»                  | «Past Tense»                  | 2018 | Ричер на проселочной дороге в лесу Новой Англии увидел дорожный указатель с названием места, в котором никогда не бывал, — городка, где, по семейным преданиям, родился его отец.                                                                       |
| 24                                                                | «Джек Ричер, или Синяя луна»                       | «Blue Moon»                   | 2019 | Ричер видит в автобусе странного старика с пухлым конвертом денег в кармане и решает спасти его от юного воришки. |
| Книги, написанные в соавторстве с братом Эндрю Чайлдом (Грантом): |                                                    |                               |      | |
| 25                                                                | «Джек Ричер, или Часовой»                          | «The Sentinel»                | 2020 | В маленьком городке, который находится в интернет-блэкауте, Джек Ричер случайно спасает от похищения специалиста по компьютерам. |
| 26                                                                | «Джек Ричер, или Лучше умереть»                    | «Better Off Dead»             | 2021 | Женщина, бывший член группы военной разведки армии США, ищет своего брата-близнеца. |
| 27                                                                | «Никакого плана Б»                                 | «No Plan B»                   | 2022 | Ричер видит, как женщину толкают под автобус, и решает проследовать за убийцей. |
| 28                                                                | «Секрет»                                           | «The Secret»                  | 2023 | |
| 29                                                                | «Слишком глубоко»                                  | «In Too Deep»                 | 2024 | |

### Рассказы[7]
- 1999 «Новая личность Джеймса Пенни» / «James Penney’s New Identity»
- 2004 «The Snake Eater by the Numbers»
- 2005 «Ten Keys»
- 2005 «The Greatest Trick of All»
- 2009 «Случай в баре» / «Guy Walks Into a Bar…» — о Ричере
- 2010 «The Line Up» — о Ричере
- 2010 «Me & Mr. Rafferty»
- «The Bodyguard»
- 2011 «Второй сын» / «Second Son» — о Ричере
- 2011 «Addicted to Sweetness»
- 2012 «Заговорит любой» / «Everyone Talks» — о Ричере
- 2012 «Длинная игра» / «Deep Down» — о Ричере
- 2013 «Жара» / «High Heat» — о Ричере
- 2014 «Good and Valuable Consideration» — о Ричере
- 2014 «Встречное удовлетворение» / «FaceOff» — о Ричере
- 2014 «Отвлекающий манёвр» / «Not a Drill» — о Ричере
- 2014 «Свободных номеров в мотеле нет» / «No Room at the Motel» — о Ричере
- 2015 «Портрет одинокого едока» / «The Picture of the Lonely Diner»
- 2015 «Маленькие войны» / «Small Wars» — о Ричере
- 2016 «Я думал, они чтут традиции» / «Maybe They Have a Tradition» — о Ричере
- 2017 «Слишком много времени» / «Too Much Time» — о Ричере
- 2017 «Faking a Murderer» — о Ричере
- Anatomy of Innocence (March 2017) in “Chapter 6: The Fortune Cookie” Lee tells the story of exoneree Kirk Bloodworth.
- No Middle Name (May 2017) Anthology collects ALL THE REACHER SHORT STORIES WRITTEN up to this point!
- Match Up (June 2017) Lee co-wrote a story with Kathy Reichs, titled “Faking a Murderer” which features Reacher and Temperance Brennan.
- Alive in Shape and Color (December 2017) Lee’s story is “Pierre, Lucien & Me” based on Auguste Renoir's Bouquet of Chrysanthemums (1881).
- Jack Reacher and the Christmas Scorpion (December 2017) The Mail on Sunday’s two-part story features Reacher. Republished as a Transworld UK and Delacorte US ebook in October 2018.
- It Occurs to Me that I am America (January 2018) Lee’s story is “New Blank Document”.
- Ten Year Stretch (April 2018) Lee’s story is “Shorty and the Briefcase”.
- The Best American Mystery Stories (October 2018) Lee’s story: “Too Much Time” was originally published in the 2018 Reacher anthology, No Middle Name.
- “The Fourth Man” (March 2019) originally published as bonus material in Australia’s Past Tense hardcovers, now a digital single in the UK.
- “Cleaning the Gold” (May 2019) Lee and Karin Slaughter co-wrote this story which pairs Reacher with Slaughter’s Will Trent.
- “Invisible Blood” (July 2019) Lee’s story: “Smile” features Reacher.[8]

## Экранизации
- Джек Ричер
- Джек Ричер 2: Никогда не возвращайся
- Ричер (телесериал)

## Комментарии
1. ↑  В Англии.
2. ↑  В США.